# 狙殺狗仔隊

海報

《狗仔队》（英語：Paparazzi）是由保羅·艾巴斯高執導的動作片之一，由高爾·賀沙及湯姆·塞茲摩爾主演。
影片講述好萊塢影星Bo Laramie長年受狗仔隊纏擾，其妻子Abby及兒子一次因為遭四名狗仔隊跟縱，而遇上嚴重交通意外。Laramie有見及此，便想到用恐怖手段，向四名致妻兒重傷的狗仔隊成員報復。

## 外部連結
- 官方網站 （英文）
- IMDb 中的介紹 （页面存档备份，存于） （英文）
- 《狗仔队》香港影庫中的介紹 （页面存档备份，存于）